# Neal Gibs
Neal Sixten Gibs (* 1. Januar 2002 in Landstuhl) ist ein deutscher Fußballspieler.

## Karriere
Gibs begann das Fußballspielen in der Jugend beim VfB Reichenbach, bevor es ihn 2013 in die Jugendabteilung des 1. FC Kaiserslautern zog. Diese durchlief er bis zur U 19. Nachdem er bereits am 28. Spieltag der Saison 2020/21 beim Heimspiel gegen Zwickau im Kader der Profimannschaft stand, unterschrieb er im Mai 2021 einen Profivertrag für die Drittligamannschaft der Pfälzer.
Sein Profidebüt gab er am zweiten Spieltag der Saison 2021/22, als er beim Spiel in Meppen in der 83. Spielminute eingewechselt wurde.
Im August 2022 wechselte er leihweise in die Regionalliga Südwest zum FC-Astoria Walldorf. Nach kurzzeitiger Rückkehr nach Kaiserslautern wurde er im August 2023 erneut verliehen, diesmal an den SGV Freiberg, der ebenfalls in der Regionalliga Südwest spielte.
Im Sommer 2024 kehrte Gibs nach Kaiserslautern zurück und wurde in den Kader der zweiten Mannschaft integriert.